# Aba Donja
Aba Donja (na nekim kartama i Aba Vela) je nenaseljeni otočić u Kornatima, između otoka Šilo Veliko i Katina, ispred ulaza u zaljev Telašćica. Pripada Hrvatskoj. 
Njegova površina iznosi 0,386 km². Dužina obalne crte iznosi 3,74 km. Najviši vrh je visok 56 metara.

## Vanjske poveznice
|  | Zajednički poslužitelj ima još gradiva o temi Aba Donja |